# Emerald Dragon
Emerald Dragon (エメラルドドラゴン?, Emerarudo Doragon) è un videogioco di ruolo del 1989 sviluppato da Glodia originariamente pubblicato per NEC PC-8801 e NEC PC-9801. Convertito per varie piattaforme, nel 1994 è stata realizzata una versione del gioco per TurboGrafx-CD.